# Gary Glitter
Paul Francis Gadd, ismertebb nevén Gary Glitter (Banbury, Oxfordshile, Anglia, 1944. május 8. –) angol énekes, zenész, dalszerző, aki a hetvenes években a glam rock műfaj egyik elismert sztárja volt.

## Diszkográfia

### Stúdióalbumok
- 1972 – Glitter
- 1973 – Touch Me
- 1975 – G. G.'
- 1977 – Silver Star
- 1984 – Boys Will Be Boys
- 1991 – Leader 2
- 2001 – On

### Koncertalbumok
- 1974 – Remember Me This Way
- 1988 – Gary Glitter's Gangshow: The Gang, the Band, the Leader
- 1990 – Live and Alive
- 2005 – Live in Concert